# Szkaradowo Wielkie
Szkaradowo Wielkie – osada w Polsce położona w województwie pomorskim, w powiecie kwidzyńskim, w gminie Ryjewo przy skrzyżowaniu drogi wojewódzkiej nr 525 z drogą wojewódzką nr 605.
W latach 1975–1998 miejscowość administracyjnie należała do województwa elbląskiego.